# Георг II фон Кастел
Георг II фон Кастел (на немски: Georg II (III) von Castell; * 16 ноември 1527 в Кастел; † 12 ноември 1597 в Рюденхаузен) от род Кастел е от 1546 г. до смъртта си владетел на графство Кастел. Той управлява заедно с братята си Конрад II (1519 – 1577) и Хайнрих IV (1525 – 1595). Освен това той е дипломат.

## Биография
Той е най-малкият син на граф Волфганг I фон Кастел (1482 – 1546) и съпругата му графиня Марта фон Вертхайм-Бройберг (1485 – 1541), дъщеря на граф Михаел II фон Вертхайм-Бройберг († 1531) и графиня Барбара фон Еберщайн († 1529).
Георг II е изпращан като дипломат в Англия, Франция и Венеция. През 1557 г. той става таен съветник на пфалцграф Волфганг.
Умира на 11 ноември 1597 г. на 69 години в Рюденхаузен, Бавария, и е погребан там.

## Фамилия
Георг II се жени на 16 август 1557 г. в дворец Шпекфелд за София Шенкин фон Лимпург-Шпекфелд (* 24 март 1535 в Шпекфелд; † 23 август/13 септември 1588 в Рюденхаузен), дъщеря на Карл I Шенк фон Лимпург-Шпекфелд (1498 – 1558) и първата му съпруга Отилия фон Шварцбург-Бланкенбург (1495 – 1541). Те имат децата:
- Волфганг II (1558 – 1631), граф на Кастел и Ремлинген, женен I. на 2 юни 1581 г. за графиня Магдалена фон Хонщайн-Клетенберг (1563 – 1601), II. на 1 декември 1605 г. за графиня Юлиана фон Хоенлое-Вайкерсхайм (1571 – 1634)
- Отилия (1562 – 1564)
- Йохан Филип (1564 – 1565)
- Мария (1565 – 1634), омъжена на 24 септември 1594 г. за Карл II фон Лимпург-Гайлдорф-Шмиделфелд (1569 – 1631)
- Марта (1567 – 1569)
- Готфрид (1577 – 1635), граф на Кастел-Рюденхаузен, женен на 16 септември 1599 г. за Анна Мария Фридерика Шенкин фон Лимпург-Шпекфелд-Оберзонтхайм (1580 – 1632)[4]